# هلنا بریستروم
هلنا بریستروم (سوئدی: Helena Bergström؛ زادهٔ ۵ فوریهٔ ۱۹۶۴) بازیگر اهل سوئد است. وی از سال ۱۹۸۸ میلادی تاکنون مشغول فعالیت بوده‌است.
از فیلم‌ها یا برنامه‌های تلویزیونی که وی در آن نقش داشته است، می‌توان به زیر خورشید، شکارچیان، ۱۹۳۹، دوستان، بلک‌جک، زنان روی پشت‌بام، آخرین رقص و مراقب احمق‌ها باش اشاره کرد.